# Bildemontering

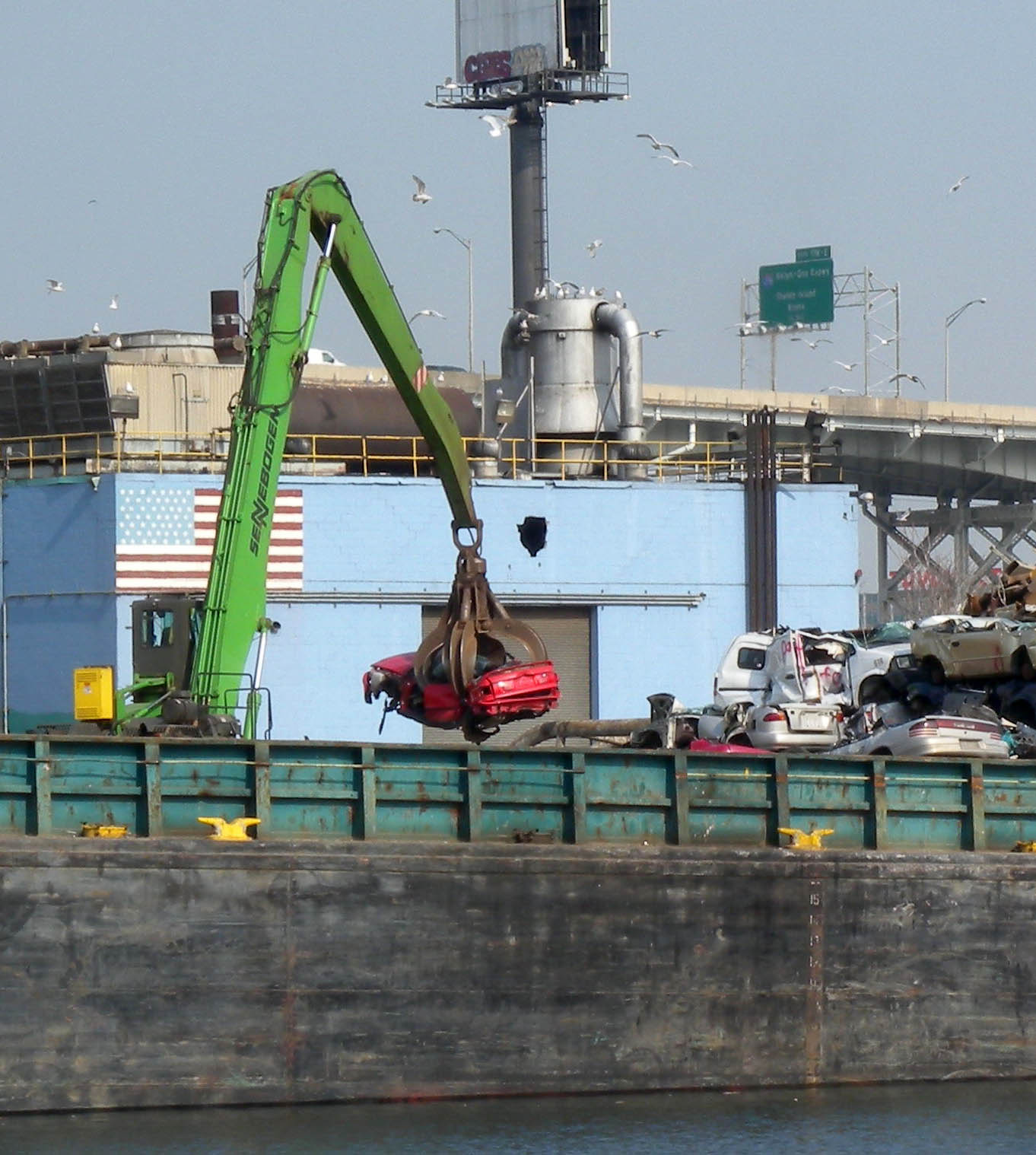
Bildemontering.

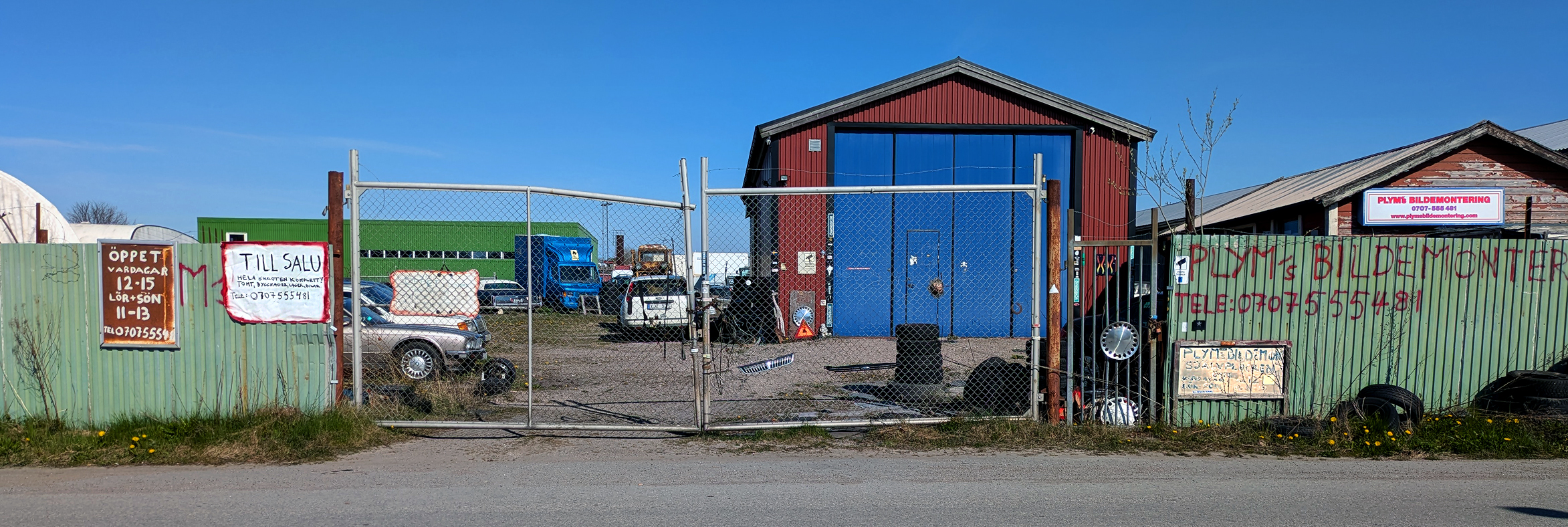
Plyms Bilskrot i Ystad.

En bildemontering eller bilskrot är en plats där bilar och andra motorfordon dräneras från miljöfarliga vätskor och sedan plockas isär i sina beståndsdelar. Många av dessa begagnade delar säljs direkt till kunder över disk, men även över Internet. Det som inte går att sälja (till exempel ram och liknande) pressas ihop till små kuber eller platta paket. Dessa skickas sedan vidare till en fragmentering där de tuggas sönder till metallflis. Bilskrotar kallas ofta för bildemonteringar, skrotar eller demonteringar. Verksamma demonteringar måste i Sverige vara auktoriserade av länsstyrelsen i det län där bilskrotningen skall ske. Det finns cirka 150 stycken auktoriserade bildemonteringar i landet.[källa behövs]
I Sverige finns företag som varit aktiva i branschen sedan 1920-talet.

## Galleri

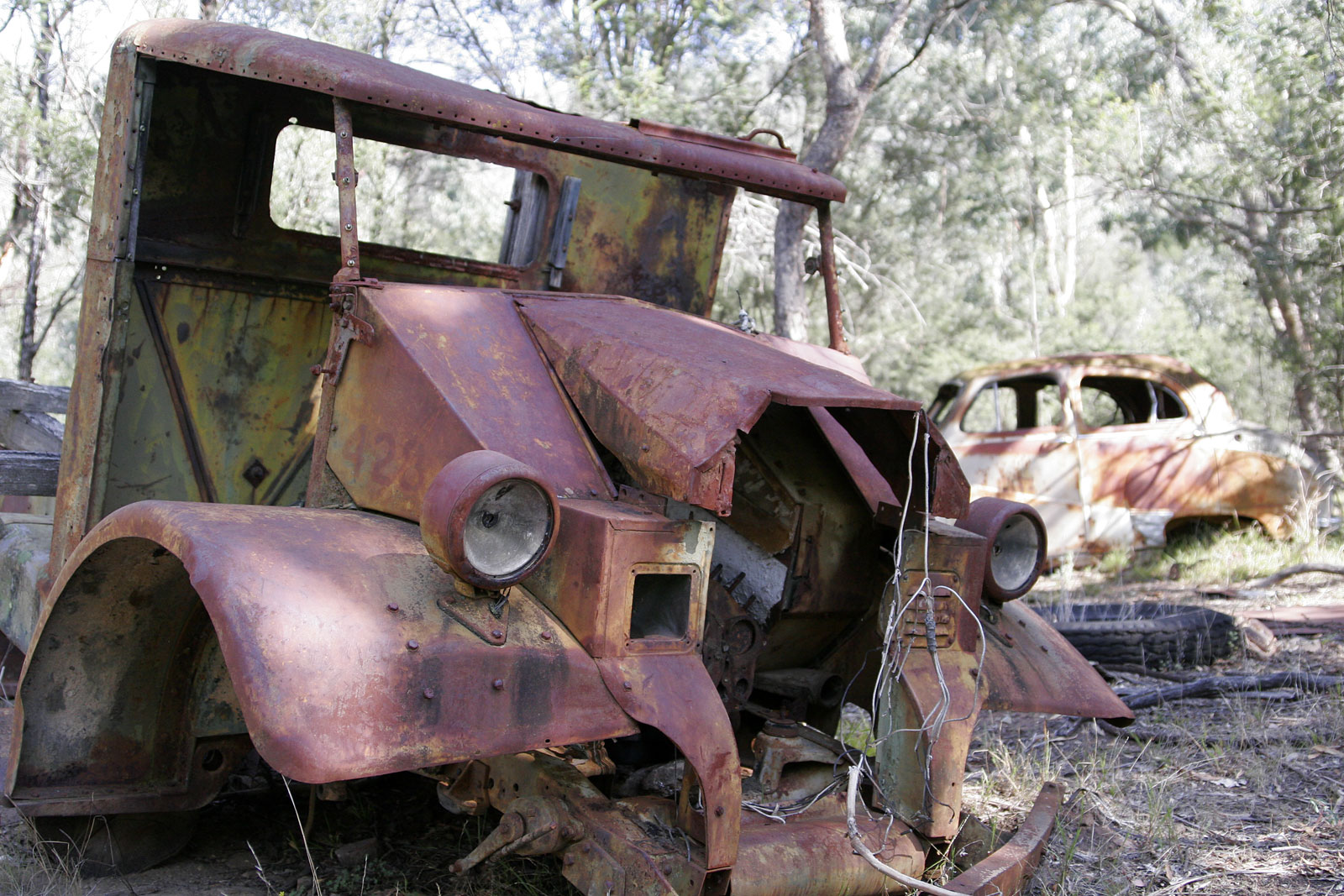
Bilkyrkogård.